# گوداواری، کایلالی
گوداواری (به لاتین: Godawari) یک شهر در نپال است که در بخش کایلالی واقع شده‌است. گوداواری ۳۰۸٫۶۳ کیلومتر مربع مساحت و ۷۸٬۰۱۸ نفر جمعیت دارد.